# 후베이 요리
후베이 요리(Hubei料理, 중국어: 湖北菜, 병음: Húběi cài 후베이차이[*]) 또는 초요리(楚料理, 중국어: 楚菜, 병음: chǔcài 추차이[*])는 중국 후베이성의 향토 요리이다. 악요리(鄂料理, 중국어: 鄂菜, 병음: ècài 어차이[*])라고도 불린다. 성내 각 지역마다 특징이 다르며, 특히 성도인 우한에서는 다양한 양념이 혼합되어 있기 때문에 중국 요리 계열로 분류가 어렵다.

## 개요
후베이성은 위치적으로 중국의 중앙에 있고 바다에 접해 있지 않으며 "구성통구"(九省通衢, 아홉성을 통과하는 통로)로 불려왔다. 서쪽에서 동쪽으로 장강과 한강이 흐르고, 남북으로 경광선 등의 철도와 고속도로가 합류하는 교통의 요지이자, 각지 사람들이 왕래하는 장소이다. 역사적으로도 초나라나 현재 호남을 포함한 지역에까지 확산, 남방계 민족이 세운 나라가 있었고, 이후 북서에서 남하하여 전국을 통일한 진나라에 흡수되는 등 남북 지역 영향을 강하게 받아왔다. 이러한 요인으로 후베이 사람들은 예로부터 화남, 화북요리를 도입하여 맛도 "신맛"(酸) "단맛"(甜), "매운맛"(麻辣) "짠맛 "(清淡)과 같은 다양한 양념을 받아들였고, 또 주변 지역 등 각지의 다양한 식재를 도입했다. 따라서 호북 요리는 중국 요리의 사대요리 계열의 어디에도 해당하는 부분이 있고, 동시에 어느 곳에도 해당하지 않는 뚜렷한 특징이 없는 분류가 어려운 요리가 되었다.

## 지역성
호북 요리는 후베이 내에서도 지역 차이가 크다. 이것은 인접한 성에서 영향을 강하게 받고 있기 때문이고, 크게 나누어, 중앙의 〈한미앤 요리〉(漢沔菜), 동남부의 〈어저우 요리〉(鄂州菜), 서남의 〈징난 요리〉(荆南菜) 북서부의 〈썅운 요리〉(襄鄖菜) 이 네 가지 계통이 있다.
한미앤 요리(漢沔菜) 우한 요리(武漢菜)라고도 하며, 가장 다채롭고 각지의 특징을 겸하고 있다. 짠맛의 요리에는 후추를 잘 특징을 살리는 경우도 있다. 타 지방의 요리를 제공하는 가게도 많으며, 특히 딤섬이나 소흘(小吃)이라고 불리는 면 종류가 많고, 각각 전문점을 어렵지 않게 구경할 수 있다. 또 아침 식사에 적절한 것이 많아, 아침식사로 제공되고 있다.
어저우 요리(鄂州菜)는 어저우, 황스 등에서 먹을 수 있고 있어 화이양 요리, 안후이 요리의 연강 요리에 가까운 단맛과 단백함을 가지고 있는 조린 생선이나 익힌 조림에 특징이 있다.
징난 요리(荆南菜)는 이창, 징저우 시, 훙후 시 등 장강 유역을 중심으로 하는 지방의 요리로, 물고기나 집오리 등의 물가에서 잡히는 식재와 야채 등을 조합해 여러 가지로 이용하거나 은은한 맛의 풍미를 살린 요리가 많다. 한편 쓰촨 요리의 중징 요리나 후난 요리의 영향을 받은 고추나 초피를 넣은 맵고 강렬한 요리도 있다.
썅운 요리(襄鄖菜)는 섬서 요리, 허난 요리의 영향을 받은 돼지나 닭을 사용한 짠 요리나 조림 요리와 쓰촨 요리의 영향을 받은 매운 요리 등 강렬한 맛을 내는 것이 비교적 많다.